# Caradrina confluens
Caradrina confluens är en fjärilsart som beskrevs av Barend J. Lempke 1966. Caradrina confluens ingår i släktet Caradrina och familjen nattflyn. Inga underarter finns listade i Catalogue of Life.